# قاعدة اليد اليمنى

اتجاه اليد اليسرى يظهر إلى اليسار، واليد اليمنى إلى اليمين.

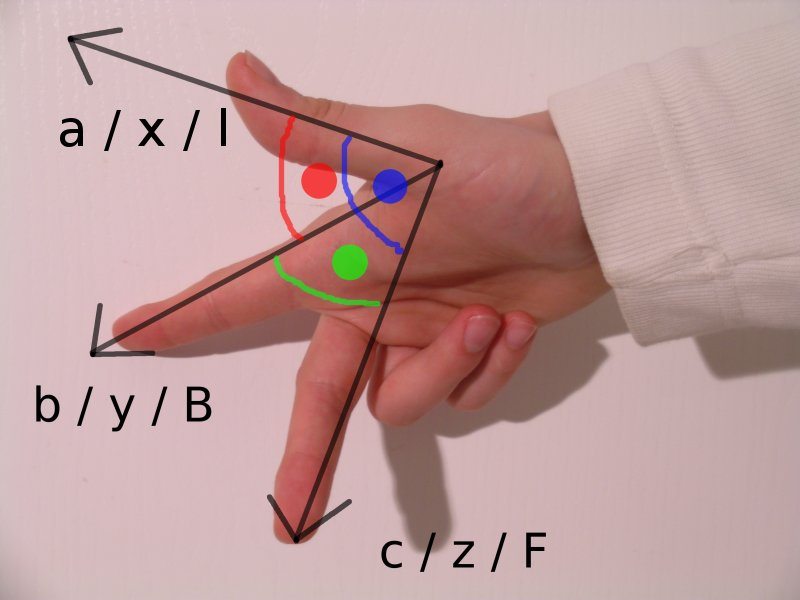
استخدام اليد اليمنى

قاعدة اليد اليمنى هي قاعدة ذهنية مشهورة في الفيزياء لفهم اصطلاح رمزي للمتجهات في الاتجاهات الثلاث. وقد ابتكرها الفيزيائي البريطاني زكريا وليم كول (Zachariah William Cole) للاستخدام في المغناطيسية الكهربائية وذلك في أواخر القرن الثامن عشر.
عند اختيار ثلاثة متجهات والتي يجب أن تكون متعامدة على بعضها البعض، يوجد حلان مميزان، ولذلك عند التعبير عن هذه الفكرة في الرياضيات، يجب إزالة هذه الغموض ومعرفة أي قاعدة معنية.

## ترتيب الأصابع في قاعدة اليد اليمنى
يستخدم شكل واحد لقاعدة اليد اليمنى في المواضع التي نقوم فيها بعملية مرتبة على متجهين a وb ولهما متجه محصلة c عمودي على كلا المتجهين a وb. المثال الشائع هو جداء متجهات الوحدة. تفرض قاعدة اليد اليمنى الإجراءات التالية لاختيار اتجاه واحد من الاتجاهين.
يكون الإبهام والسبابة والوسطى متعامدة على بعضها، وتكون الأصبع الوسطى تشير باتجاه المتجه c بينما يكون الإبهام باتجاه المتجه a والسبابة باتجاه المتجه b.
وهناك طريقة مكافئة تختلف فيها وضعية الأصابع، حيث تكون السبابة باتجاه a، وهو المتجه الأول في الجداء، وتكون الإصبع الوسطى باتجاه المتجه الثاني في الجداء b، فيكون اتجاه الإبهام في اتجاه المتجه الناتج عن الجداء.

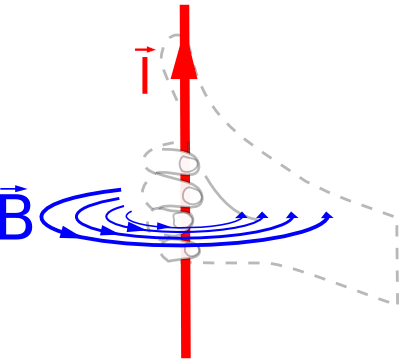
المتجه المرتبط بالدوران

## الاتجاه المرتبط بالدوران
تستخدم قاعدة اليد اليمنى عندما يكون الدوران محددا بمتجه، وهناك حاجة لمعرفة اتجاه الدوران. نلف أصابع اليد اليمنى باتجاه حركة الحقل المغناطيسي، فيكون الإبهام المبسوط معبرا عن اتجاه المتجه.

## تطبيقات
تستخدم هذه القاعدة بكثرة في تحديد اتجاه ناتج جداء متجهين. وهي ذات تطبيقات كثيرة في الفيزياء، مهما كان نوع الجداء الناتج. نستعرض قائمة بالكميات الفيزيائية في الأسفل تستخدم قاعدة اليد اليمنى لتحديد اتجاهها. يجب أن نشير إلى أن بعض هذه الكميات لا تتعلق مباشرة بجداء المتجهات، وتستخدم النوع الثاني.

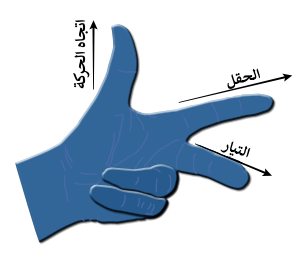
• قاعدة اليد اليسرى لفليمنغ، لبيان اتجاه المجال المغناطيسي داخل الملف

- سرعة دوران الأجسام الدوارة والسرعة الزاوية لأي نقطة من الجسم.
- عزم الدوران، والقوة المسببة له، وموضع نقطة تأثير القوة.
- الحقل المغناطيسي، موضع النقطة التي يحدد عندها، والتيار الكهربائي (أو التغير في التدفق الكهربائي) الذي سببه.
- الحقل المغناطيسي في ملف من الأسلاك والتيار الكهربائي في السلك.
- قوة الحقل المغناطيسي المؤثرة على الجسيمات المشحونة، والحقل المغناطيسي، وسرعة الجسم.
- سرعة أي نقطة في الحقل أو الجريان لسائل ما.
- التيار المحرض من حركة ضمن حقل مغناطيسي (تعرف باسم قاعدة اليد اليمنى لفليمنغ).

قاعدة اليد اليسرى لفليمنغ هي قاعدة تحدد اتجاه الدفع في ناقل يمر فيه تيار ضمن حقل مغناطيسي.